# Vincenzo De Dura
Vincenzo De Dura (Torre Annunziata, 18 novembre 1937) è un ex calciatore italiano, di ruolo difensore.

## Carriera
Debutta in IV Serie nel 1957 con la Juve Stabia e l'anno successivo viene ceduto al Trapani, dove disputa tre campionati di Serie C indossando anche la fascia di capitano.
Nel 1961 passa al Prato dove gioca per quattro anni caratterizzati da una retrocessione in Serie C nel 1961-1962, una promozione in Serie B nel 1962-1963 ed una nuova retrocessione l'anno successivo; con i toscani disputa complessivamente 72 gare in Serie B.

## Palmarès

### Club

#### Competizioni nazionali
- Serie C: 1

Prato: 1962-1963